# Museu Etnològic d'Énguera
El Museu Etnològic d'Énguera és un museu de temàtica etnològica que està situat a la Casa de Cultura d'Énguera, localitat de la comarca de la Canal de Navarrés, de la Comunitat Valenciana. El museu plasma l'essència i la cultura d'Énguera.

## Història
L'evolució de la vida en el món rural porta com a contrapartida una sèrie de canvis en l'economia, en la societat i en la cultura d'aquests municipis, la qual cosa fa que en moltes d'aquestes localitats sorgeixi una preocupació per l'oblit i la pèrdua d'aquestes formes de vida tant pel que fa als oficis tradicionals del món rural com a la manera de concebre la convivència rural. Així, a Énguera, es va iniciar una sèrie d'accions encaminades a la preservació de la memòria del seu passat més recent per a mantenir la seva identitat de comunitat. El Museu Etnològic d'Énguera neix d'aquesta idea. En principi el Museu és una secció del Museu d'Arqueologia.
La col·lecció permanent del Museu, enfocada com un diàleg, tracta a més de guiar als visitants entre els objectes de la col·lecció, mantenir una conversa en la qual la pròpia col·lecció es vegi enriquida o avaluada amb l'intercanvi de parers i coneixements. D'aquesta manera en el museu es tracta de recopilar els costums i sabers orals incorporant objectes de la vida quotidiana que enriqueixen la col·lecció, comptant per a això amb la col·laboració dels veïns de la localitat.
La Col·lecció Museogràfica que va donar lloc a l'actual Museu Etnològic d'Énguera, va ser reconeguda com a museu l'any 2000, per la Resolució de 27 d'octubre de 2000, per la qual el conseller de Cultura i Educació, va reconèixer la col·lecció museogràfica permanent Casa de la Cultura d'Énguera com a museu de la Comunitat Valenciana. [2000/M9005], als efectes establerts en la Llei 4/1998, d'11 de juny, de la Generalitat Valenciana, del Patrimoni Cultural Valencià, i l'Ordre de 6 de febrer de 1991 de la Conselleria de Cultura, Educació i Ciència.
Com ja hem indicat aquest museu és dependent del Museu Arqueològic Municipal, igual que altres col·leccions museogràfiques com: "Museu industrial: Énguera Vila Industrial", "Col·lecció Museogràfica, Énguera i el seu passat agropecuari", "Arxiu fotogràfic"; i totes elles es troben localitzades a la Casa de la Cultura, situada en la Plaça Manuel Tolsá a Énguera.
El Museu forma part de la Xarxa de Museus Etnològics Locals de la Diputació de València, coordinada pel Museu Valencià d'Etnologia.

## Descripció
El Museu se situa a la Casa de la Cultura de la localitat que està situada al seu torn en un edifici que en el seu moment va formar part d'un convent de carmelites, però va ser desamortitzat en 1836 passant a ser d'ús públic. Al llarg de la història l'edifici s'ha utilitzat per a diversos usos: jutjat, presó, escoles o caserna de la guàrdia civil. Aquest edifici és de considerables dimensions i compta amb un claustre interior en el qual es combinen cristall i maó, i ha sofert deiversas remodelacions i restauracions com la que va tenir lloc en 1985. En aquest edifici també podem trobar la biblioteca i l'Arxiu Municipal,i pot considerar-se com a eix de la vida cultural d'Énguera, ja que a més de totes les institucions que acull, en ella també es realitzen conferències, cursos, intercanvis, reunions i tot tipus d'assemblees.
Per al Museu Etnològic, s'ha recreat una casa de l'Énguera del trànsit dels segles XIX al XX, distribuïda com un habitatge de la tipologia denominada «a dues mans»: un passadís central pel qual s'accedeix a la quadra, situada al fons de l'habitatge i habitacions a banda i banda del passadís. A la casa es recreen diversos ambients: habitacions, menjador, armari de rebost, cuina, etc.
El Museu també organitza tallers a l'aire lliure aprofitant la reconstrucció d'una casa ibèrica realitzada en el paratge natural municipal L'Umbria-La Plana, contigu al nucli urbà, a més el Museu edita o col·labora en publicacions que abasten els àmbits temàtics que el concerneixen.
Els espais de la casa típica en la qual s'exposa la col·lecció permanent del museu són:
- Menjador: Presenta els típics mobles de menjador fàcilment identificables pel gust per les línies corbes i la presència de volutes com a principal motiu decoratiu. També podem veure jardineres de fusta, amb reminiscències modernistes. Destaca a la sala el Quadre d'Alegre Cremades, realitzat en la seva etapa de formació acadèmica, com un exercici de la seva formació. Cal esmentar el sòl de l'habitació, realitzat en taula de fusta massissa, en el qual s'alterna un esquema compositiu geomètric, es combinen bandes rectangulars paral·leles amb casetones quadrangulars.[15]
- Escala d'accés a pis superior i zona de treball: Ens obre a un ambient que recrea una escala, de volta paredada i amb una petjada acabada amb maó de fang o bizcochado, amb una barana en la qual en cada graó s'encasten dos barrots de forja sobre els que es fixa un passamà de fusta. Aquesta dona accés a un pis superior i una zona de treball/estudio aprofitant les dimensions del buit de l'escala. Aquest espai l'ocupa una taula d'escriptori amb trava, sobre la qual es poden veure diversos documents de principis del segle xx, amb una butaca de despatx de fusta, de línies molt pures. També pot veure's un aparador de fusta, amb dues portes batents, cadascuna té un petit panell de fusta en la zona inferior i la resta el completa un cristall transparent, en el seu interior es guarda una col·lecció de llibres de finals del segle XIX i principis del XX. Altres elements a destacar són una catifa d'espart, unes cadires modernistes i diplomes d'època d'Alfons XIII i de la Segona República.[15]
- Dormitori: en aquesta sala es pot veure una típica i sòbria habitació d'una casa rural de l'època. Destaca el llum de sostre de l'habitació, d'estil modernista, en la qual es combinen peces metàl·liques decorades amb la tècnica de l'estampat de làmines de metall. A més presenta unes elegants tulipas, també realitzades a motlle i de cristall translúcid. També destaca l'acabat del paviment de l'habitació, realitzat amb un morter i acabat amb una capa de pintura, sent el vermell fosc el que tradicionalment s'ha emprat en les llars enguerinos.[15]
- Quadra: espai imprescindible a les cases dels agricultors, per a albergar als animals emprats en les tasques agrícoles i servir com un petit magatzem de les eines i eines emprades en aquestes feines. El sòl solia ser de terra o d'obra i es trobava recobert de palla en la zona en la qual es tancaven els animals, espai en el qual destaca el pessebre, amb alfals, palla, una mica de gra i una pedra de sal. En la quadra poden veure's eines com una arada, diverses reixes, o un trill. També s'exposen eines variades, relacionades amb diferents tasques del cicle agrícola, com a falçs, podones, destrals, sedassos, etc.[15]
- Cuina: en ella hi ha una gran xemeneia, en la qual en un lateral hi ha un forn per a coure el pa, i amb escopeta de claus, col·locada en el frontal de la xemeneia, una peça singular datada en el primer terç de segle XX; la cuina s'emprava tant per a l'activitat quotidiana de cuinar, com per a estendre els embotits, amb la intenció de facilitar el seu assecat i afavorir la seva conservació. També hi ha un típic armari de rebost, destinada a la conservació de part de l'aixovar de la cuina. La cuina es completa amb un banc o poyo corregut emprat tant com seient com lloc per a dormir. El sòl és un maó de fang massís, amb decoració impresa. La combinació dels mateixos dona lloc a un vistós efecte òptic.[15]
- Oficina: S'hi poden veure objectes procedents de l'antiga fàbrica de teixits: Piqueras i Marín S.A.[15]

A més dins de l'exposició permanent del museu es poden observar certs objectes de certa singularitat, gairebé tots obtinguts de les extintes indústries artesanes que hi havia en la localitat, i en la seva gran majoria de l'empresa de teixits Piqueras Marín S.A.:
Objectes curiosos del museu
1. Estoig per a ulleres, de cartró de cos cossos, el més gran té dues parts de diferent color (una de color negre i una altra de color blau sobre la qual es pot llegir en tinta negra a ploma "Ciges"; i la part més petita que encaixa amb l'anterior i les ulleres que s'hi guarden, aquestes són d'un model força difós en la transició del segle XIX al XX.[16]
2. Planxa pirograbadora, aquest curiós objecte va ser d'ús quotidià a la fàbrica de teixits: Piqueras i Marín S.A.; s'utilitzava en els darrers processos de la producció d'aquesta fàbrica, i servia per marcar les caixes de fusta els preus dels teixits continguts en elles.16 Consisteix en una planxa de mà, amb mànec aïllant de fusta i una nansa metàl·lica (de llautó) que s'uneix al cos. La llegenda que imprimia és: PIQUERES I MARÍ/PREU VENDA AL PÚBLIC/Pts.... Mt.[16]
3. Cartonàs: Aquestes cartonades procedeixen de la secció de teixits de la fàbrica de teixits: Piqueras i Marín S.A. Poden tenir diversos formats, les exposades al museu són uns rotllos continus, de cartró, que apareixen amb unes perforacions de manera circular i contenen l'esquema decoratiu del teixit. Durant el tissatge, aquest es representa sobre el drap que s'està teixint. Aquestes perforacions permeten que les “cartonàs” avancin pel teler a un ritme adequat per al correcte acabat del teixit.[16]
4. Voltímetre: instrument que es feia servir per mesurar els potencials elèctrics, malgrat ser d'ús molt corrent el que crida l'atenció és el seu disseny, d'aspecte circular, amb cos o xassís metàl·lic i dues obertures o finestretes al frontal. A l'obertura de major apareix una escala graduada, del zero al 250, les unitats de mesura de la qual són els volts. A la menor es llegeix una cartel·la amb la paraula: “volts” i el nom del fabricant. Presenta una altra inscripció, a la superfície metàl·lica del frontal, indicant que es tracta d'un voltímetre. Als seus laterals del voltímetre, més o menys cap a la meitat de la seva circumferència, té dues perforacions per fixar l'instrument.[16]
5. Urdidor seccional o escocès: màquina utilitzada per preparar plegadors d'ordit, per utilitzar-los posteriorment en l'operació de tissatge o teixit. L'ordit, un cop col·locada al teler, en entrecreuar-se amb els fils de la trama i l'aportat per la llançadora, formen el teixit. L'ordidor de l'exposició correspon a un dels tres models d'ordidors mecànics emprats a les empreses tèxtils de la zona. Aquest tipus seccional o escocès consta d'una fileta de bobines, un tambor i una unitat plegadora. Els fils de les bobines de la fileta s'enrotllen sobre el tambor agrupats en forma de faixa o secció. Amb la faixa ja conclosa es procedeix al plegat per enviar-la el tissatge.[16]
6. Canillera: màquina integrada per diversos eixos, que gràcies al seu moviment de rotació produeix el debanat o enrotllat del fil en una canilla. Aquesta màquina es va fer en fusta i en metall. El xassís o armadura es va realitzar en fusta i les peces més exposades al desgast, en metall. A Enguera les canilleres rebien el nom col·loquial de xurreres.[16]
7. Tambor o pot de carda: La carda és una màquina que té com a funció aconseguir que les fibres de la llana s'ordenin i s'homogeneitzin, separant les fibres i aconseguint que aquestes es disposin paral·lelament entre si. Quan la llana surt de la carda es converteix en una cinta que s'enrotlla en un tambor o pot. Per a la filatura de la llana es fan servir tres tipus de carda: l'emborranyadora (que té tres cilindres que giren amb velocitats i sentits diferents, oferint una metxa homogènia), la repassadora (que rep el producte de l'anteris i perfecciona la metxa) i la metxera o imprimadora (de la qual surt una metxa més fina en patir un procés de torsió). De la carda metxera surten les bobines llestes per ser filades.[16]
8. Sirena: organitzadora dels temps i les tasques de la població d'Enguera. Amb ella es marcaven les entrades i sortides de la factoria i, de manera col·lateral, els ritmes domèstics de la població. El model del museu està construït a Suècia en el període “entre guerres”, té una potència de 2 H.p. i funcionava a 220 volts. Durant la guerra civil es va instal·lar al campanar de l'església parroquial amb la intenció d'avisar la població de possibles incursions aèries de l'aviació nacional. Els relats indiquen que durant aquest període únicament va donar l'alarma en una ocasió, el 12 de febrer de 1939, quan una esquadrilla de cinc avions italians S-79 va bombardejar la veïna població de Xàtiva.[16]
9. Mostra: l'exposada va formar part del catàleg de productes de la fàbrica de teixits: Piqueras i Marín S.A. No es pot oblidar que la indústria tèxtil, en concret la fabricació de mantes, va ser un producte estrella a l'economia d'Enguera durant segles ia mitjans del segle XX un dels factors que més influïen en les vendes era el disseny. Les mostres recullen el nombre de passades, els colors i totes les característiques tècniques que són necessàries per a l'obtenció del producte final.16
10. Carrimoto: motocarro, que era conegut popularment a Enguera com carrimoto, i era utilitzat per a repartiments de la mà del seu antic propietari: Pedro Aparicio. El vehicle es caracteritza per: les tres rodes, una cabina amb espai disponible per a dues persones i, en aquest cas concret, per una caixa oberta. És un vehicle lleuger i d'unes dimensions que li permetien accedir a qualsevol racó de la localitat, que presenta un urbanisme caracteritzat per conservar el seu tortuós traçat medieval.[16]
11. Centrifugadora: l'objecte de l'exposició és una centrifugadora per a l'extracció de la mel dels marcs.[16]
12. Sulfatadora: eina agrícola la funció de la qual és impregnar o ruixar els cultius amb diferents productes químics. És un petit dipòsit (anomenat motxilla, i que porta integrada una bomba de mà accionada per una palanca, que en accionar-la augmenta la pressió a l'interior del dipòsit i això fa que per una petita mànega surti a l'exterior el líquid polvoritzat en passar per una broquet que està al final de la mànega) que es transporta a esquena del pagès.[16]
13. Romana: típic instrument emprat per pesar. Consta de les parts següents: el ganxo (per subjectar la romana amb una mà o penjar-la en cas de pesar-se objectes voluminosos o excessivament pesats per poder aguantar-se amb el pols d'una mà), subjecte en uns dels extrems del braç, que es troba graduat i marca els diferents pesos que pot mesurar. Penjant del mateix extrem del que se subjecta el ganxo penja un plat metàl·lic, normalment més profund que ample i altres ganxos dels quals poder penjar l'objecte malgrat, en el cas que no s'utilitzi el plat. La mesura del pes s'obté desplaçant un contrapès pel braç graduat, determinant-se el pes de l'objecte quan el braç es troba paral·lel al pla del terra i en perfecte equilibri els dos extrems.[15]

La visita al museu està condicionada a concertar visita, no comptant realment amb un horari establert per a aquesta.